# Japanische Schildkrötenkopf-Seeschlange
Die Japanische Schildkrötenkopf-Seeschlange (Emydocephalus ijimae) ist eine Seeschlangenart der Gattung Emydocephalus, die an einigen Küsten Südostasiens verbreitet ist.

## Merkmale und Lebensweise
Die Beschuppung ist glatt und braun mit gelben Querbändern. Die Weibchen der Art sind deutlich größer als die Männchen mit einem Größenverhältnis von 1,6:1. Die giftige Seeschlangenart lebt in flachen Küstengewässern bis 40 Meter Tiefe, die Korallenriffe aufweisen. Sie sind vermutlich standorttreu. Die Art ist in ihrer Ernährung stark spezialisiert und ernährt sich ausschließlich von benthonischen Fischeiern, vor allem von Fischarten, die ihre Eier in Nestern in Korallenriffen ablegen. Es wird angenommen, dass die Fortpflanzung der Weibchen jährlich oder halbjährlich stattfindet. Die Weibchen sind ab dem zweiten bis dritten Lebensjahr fortpflanzungsreif. Die Seeschlangen sind vivipar (lebendgebärend).

## Verbreitungsgebiet und Gefährdung
Die Art ist in den Gewässern vor China, Taiwan, Kyūshū und den japanischen Ryūkyū-Inseln verbreitet.
Sie wird von der IUCN als nicht gefährdet eingestuft, aber auf der nationalen Roten Liste gefährdeter Reptilien Japans (2020) als gefährdet. Eine Bedrohung stellt die aufgrund der globalen Erwärmung durch steigende Meerestemperaturen verursachte Korallenbleiche dar, die einen Rückgang an Nahrungsangeboten bedeutet.

## Systematik
Die Art wurde 1898 von Leonhard Stejneger erstbeschrieben. Sie wurde nach Professor Isao Ijima der Kaiserlichen Universität Tokio benannt. Es werden keine Unterarten unterschieden.